# سيميون بوكر
سيميون بوكر (بالإنجليزية: Simeon Booker)‏ هو صحفي وكاتب أمريكي، ولد في 27 أغسطس 1918 في بالتيمور في الولايات المتحدة، وتوفي في 10 ديسمبر 2017 في سليمان في الولايات المتحدة بسبب ذات الرئة.